# Крушники (Мозырский район)
Крушники (бел. Крушнікі) — деревня в Осовецком сельсовете Мозырского района Гомельской области Беларуси.

## География

### Расположение
В 43 км на запад от Мозыря, 40 км от железнодорожной станции Муляровка (на линии Лунинец — Калинковичи), 175 км от Гомеля.

### Гидрография
На реке Сколодина (приток реки Припять).

## Транспортная сеть
Транспортные связи по просёлочной, затем автомобильной дороге Мозырь — Лельчицы. Планировка состоит из 2 криволинейных, параллельных между собой улиц, с широтной ориентацией. Застройка двусторонняя, деревянная, усадебного типа.

## История
По письменным источникам известна с XIX века как деревня в Слобода-Скрыгаловской волости Мозырского уезда Минской губернии. В 1923 году открыта школа, которая размещалась в наёмном крестьянском доме. В 1931 году жители вступили в колхоз. Во время Великой Отечественной войны в июне 1943 года оккупанты полностью сожгли деревню и убили 5 жителей. 31 житель погиб на фронте. Согласно переписи 1959 года в составе совхоза «Осовец» (центр — деревня Осовец). Действовали Зелёномоховское лесничество, клуб, начальная школа, библиотека, фельдшерско-акушерский пункт.

## Население

### Численность
- 2004 год — 59 хозяйств, 117 жителей.

### Динамика
- 1897 год — 20 дворов, 181 житель (согласно переписи).
- 1908 год — 44 двора, 290 жителей.
- 1917 год — 397 жителей.
- 1940 год — 72 двора.
- 1959 год — 497 жителей (согласно переписи).
- 2004 год — 59 хозяйств, 117 жителей.

## Известные уроженцы
- А. Н. Боровский — белорусский писатель.